# Amata albapex
Amata albapex är en fjärilsart som beskrevs av George Francis Hampson 1893. Amata albapex ingår i släktet Amata och familjen björnspinnare. Inga underarter finns listade i Catalogue of Life.